# Гайтуровы (дворянский род)
Гайтуровы (Гайдуровы) — древний дворянский род, татарского происхождения.
При подаче документов (22 мая 1686) для внесения рода в Бархатную книгу, была предоставлена родословная роспись Гайтуровых, за подписью стольника Фадея (Фатея) Гайтурова.

## История рода
Гайтуровы выехали из Золотой Орды. Выехавший назывался Торма-Гайтур, откуда и пошла фамилия Гайтуровых.
Гаврила, Остафий и Булгак Степановичи во 2-й половине XVI столетия владели поместьями в Каширском уезде. Юрий Елистратович служил по дворовому списку по Кашире (1648), его сыновья Пётр и Фатей были помещиками Каширского и Владимирского уездов, в этих же уездах владел поместьями Калистрат Панкратьевич (1678). Фатей Юрьевич стольник (1690—1692).